# Candy Shop
Pour l’article homonyme, voir Candy.
Singles de 50 Cent
Disco Inferno
(2004) Hate It or Love It
(2005)
Candy Shop est une chanson du rappeur américain 50 Cent en featuring avec la chanteuse de RnB Olivia extrait de son second album, The Massacre. Le morceau est sorti en tant que second single de l'album le 21 février 2005. La chanson a été écrite par 50 Cent et Scott Storch. Scott Storch, qui a également produit la chanson, s'est inspiré de la musique du Moyen-Orient.
La chanson était l'une des chansons les plus populaires de l'année, étant dans le top dix dans la majorité des charts mondiaux.  
Les paroles font allusion à la fellation : I'll let you suck the lollipop (« Je te laisserai sucer la sucette »), I'll melt in your mouth girrrl, not in your hand (« Je vais fondre dans ta bouche, pas dans ta main »), allusion au slogan publicitaire de la marque de cacahuètes enrobées de chocolat M&M's. Le titre, en français, signifie « magasin de bonbons ».

## Genèse
Dans une interview avec le magazine XXL, le rappeur Fat Joe affirme avoir aidé à la production de la chanson alors qu'il travaillait avec Scott Storch ; « Je suis certain que personne ne sait que nous avons produit Candy Shop ensemble. Je l'ai produit avec lui (Storch)… Scott m'a appelé genre 50 fois, 100 fois ; « Yo, t'es sûr que tu ne veux pas l’interpréter ? 50 Cent m'a appelé, 50 Cent la veut. » Je n'ai jamais eu de problème avec ce type. Je lui ai dit « allez-y » ». 50 Cent a déclaré au sujet de la chanson ; « J'ai essayé d'être aussi sexuel que possible, d'un point de vue masculin, sans être vulgaire ou obscène ». 

## Réception
La chanson a reçu des critiques mitigées. PopMatters l'a décrite comme une chanson « cool et débordante d'énergie sexuelle, incroyablement sexy mais avec une incontestable pointe d'hostilité et de frime macho qui se bat le poitrail ». Entertainment Weekly trouve que la chanson est séduisante et désinvolte mais que des textes comme « after you work up a sweat, you can play with the stick » (« après en avoir sué, tu peux jouer avec le bâton ») ne sont pas de la séduction, mais des ordres. L’auteur Ethan Brown, dans une critique de The Massacre, écrit que la chanson est presque identique à celles de sa collaboration précédente avec Lil' Kim sur Magic Stick. Pitchfork Media a listé la chanson comme une reprise de Magic Stick. 
Après que le 50 Cent l'ait attaqué dans Piggy Bank, une chanson visant plusieurs rappeurs, Fat Joe a sorti une chanson, My Fo, Fo, pour lui répondre ; « Is it me or does 'Candy Shop' sound like 'Magic Stick'?/ In the video, this nigga 50 'bout to strip/ Shaking his ass. What the fuck is wrong with this nigger/50 don't make me shiver » (« C'est seulement moi ou Candy Shop sonne comme Magic Stick ? Dans la vidéo, le négro 50 va nous faire un strip. Tortillant du cul. Qu'est-ce qui déconne avec ce négro ? 50 ne me fait pas frissonner »).

## Ventes et classements
Candy Shop est devenu le troisième single de 50 Cent à être à numéro 1 aux États-Unis. La chanson a commencé au numéro quatre-vingt-deux sur Billboard Hot 100, elle est restée numéro un pendant neuf semaines et est restée sur le charts pendant vingt-trois semaines. Le titre a été aussi numéro un sur Hot R&B/Hip-Hop Songs, Hot Rap Tracks et Rhythmic Top 40 et a été numéro 2 sur Pop 100 et numéro 5 sur Top 40. Candy Shop a été numéro 1 sur Hot Digital Songs, et a été certifié disque d'or  par la RIAA. La chanson a été nommée aux Grammy Awards de 2006 pour le titre de « meilleure chanson rap », mais a perdu face à Diamonds From Sierra Leone de Kanye West. 
En Europe, la chanson a été classée numéro 1 en Autriche, Belgique, Allemagne, et en Suisse et dans le Top cinq en Irlande, Norvège, Pays-Bas, et au Royaume-Uni. En Australie, la chanson a été numéro trois, et a été certifiée disque de platine par ARIA. Elle a été numéro deux en Nouvelle-Zélande.

## Clip vidéo
Le clip vidéo a été dirigé par Jessy Terrero et tourné à Hollywood, Californie en janvier 2005. Olivia fait partie des danseuses avec plusieurs mannequins comme Chessika Cartwright (dominatrice), Lyric  (infirmière), et Erica Mena (fille dans le lit). La vidéo a été nommée pour « meilleure vidéo masculine » aux MTV Video Music Awards de 2005, mais a perdu face au Jesus Walks de Kanye West.
Le 2 février 2005, la diffusion de la vidéo a commencé sur l'émission Total Request Live de MTV en neuvième position et est restée dans le classement pendant quarante-six jours. Elle a également atteint le numéro un du classement vidéo de MuchMusic.

## Classement
| Classement (2005)                    | Meilleure position |
| ------------------------------------ | ------------------ |
| UK Singles Chart                     | 4                  |
| U.S. Billboard Hot 100               | 1                  |
| U.S. Billboard Hot R&B/Hip-Hop Songs | 1                  |
| U.S. Billboard Pop 100               | 2                  |
| Autriche                             | 1                  |
| Belgique                             | 1                  |
| Allemagne                            | 1                  |
| Suisse                               | 1                  |
| U.S. Billboard Rhythmic Top 40       | 1                  |
| U.S. Billboard Hot Rap Tracks        | 1                  |
| U.S. Billboard Top 40 Mainstream     | 5                  |
| Irlande                              | 2                  |
| Nouvelle-Zélande                     | 2                  |
| Norvège                              | 2                  |
| Australie                            | 3                  |
| Pays-Bas                             | 4                  |
| Canada                               | 7                  |
| France                               | 8                  |
| Finlande                             | 11                 |
| Suède                                | 18                 |